# بخش اوهایو (شهرستان گالیا، اوهایو)
بخش اوهایو (به انگلیسی: Ohio Township) یک منطقهٔ مسکونی در ایالات متحده آمریکا است که در شهرستان گالیا، اوهایو واقع شده‌است.
 بخش اوهایو ۶۱٫۲ کیلومتر مربع مساحت و ۱٬۱۲۶ نفر جمعیت دارد و ۲۳۴ متر بالاتر از سطح دریا واقع شده‌است.